# Progenese
Progenese („Vorentwicklung“) ist ein Vorgang der Heterochronie. Bei der Progenese kommt es zu einer evolutionären Vorverlegung der Geschlechtsreife im Verlauf der Individualentwicklung (Ontogenie) eines Tieres, die im Gegensatz zur Neotenie zum Abbruch jeder weiteren Entwicklung führt.
Progenese tritt beispielsweise bei einigen Arten der Ringelwürmern auf.